# Varvara Flink
Varvara Flink, née le 13 décembre 1996 à Moscou, est une joueuse russe de tennis.

## Carrière
Varvara Flink a débuté sur le circuit professionnel en 2011.
En août 2022, elle gagne son premier titre en double en catégorie WTA 125 lors du tournoi de Concord avec l'Américaine Coco Vandeweghe. 

## Palmarès

### Titre en double en WTA 125
| No | Date       | Nom et lieu du tournoi          | Catégorie | Dotation  | Surface    | Partenaire      | Finalistes                         | Score     |          |
| -- | ---------- | ------------------------------- | --------- | --------- | ---------- | --------------- | ---------------------------------- | --------- | -------- |
| 1  | 08-08-2022 | Thoreau Tennis Open 125 Concord | WTA 125   | 115 000 $ | Dur (ext.) | Coco Vandeweghe | Peangtarn Plipuech Moyuka Uchijima | 6-3, 7-63 | Parcours |

## Parcours en Grand Chelem

### En simple dames
| Année | Open d'Australie | Open d'Australie | Internationaux de France | Internationaux de France | Wimbledon      | Wimbledon    | US Open | US Open         |
| ----- | ---------------- | ---------------- | ------------------------ | ------------------------ | -------------- | ------------ | ------- | --------------- |
| 2019  | Q2               | Astra Sharma     | Q1                       | Giulia Gatto-Monticone   | 2e tour (1/32) | Julia Görges | Q2      | Xu Shilin       |
| 2020  | Q2               | Destanee Aiava   | —                        | —                        | Annulé         | Annulé       | —       | —               |
| 2021  | —                | —                | Q1                       | Martina Di Giuseppe      | Q2             | Ana Konjuh   | —       | —               |
| 2022  | —                | —                | Q1                       | Marina Melnikova         | —              | —            | Q2      | Léolia Jeanjean |

N.B. : à droite du résultat se trouve le nom de l'ultime adversaire.

## Parcours en «Premier» et «WTA 1000»
Les tournois WTA « Premier Mandatory » et « Premier 5 » (entre 2009 et 2020) et WTA 1000 (à partir de 2021) constituent les catégories d'épreuves les plus prestigieuses, après les quatre levées du Grand Chelem.

### En simple dames
| Année |              | Premier Mandatory | Premier Mandatory | Premier Mandatory | Premier Mandatory |       | Premier 5 | Premier 5 | Premier 5  | Premier 5 | Premier 5                | Premier 5 | Premier 5 |
| Année | Indian Wells | Miami             | Madrid            | Pékin             |                   | Dubaï | Rome      | Canada    | Cincinnati |           | Tokyo                    |           |           |
| Année | Indian Wells | Miami             | Madrid            | Pékin             |                   | Doha  | Rome      | Canada    | Cincinnati |           | Wuhan                    |           |           |
| Année | Indian Wells | Miami             | Madrid            | Pékin             |                   |       | Rome      | Canada    | Cincinnati |           |                          |           |           |
| 2016  |              |                   |                   |                   |                   |       |           |           |            |           | 1er tour (1/32) A. Riske |           |           |

Sous le résultat, l’ultime adversaire.

## Classements WTA en fin de saison
| Année          | 2012 | 2013 | 2014 | 2015 | 2016 | 2017 | 2018 | 2019 | 2020 | 2021 | 2022 |
| Rang en simple | 791  | 503  | 355  | –    | 218  | 623  | 189  | 125  | 173  | 472  | 684  |
| Rang en double | 516  | 657  | 814  | 906  | 805  | 1000 | 1156 | –    | –    | –    | 374  |

Source : (en) Classements de Varvara Flink sur le site officiel de la Fédération internationale de tennis